# Tipula (Eumicrotipula) oreonympha
Tipula (Eumicrotipula) oreonympha is een tweevleugelige uit de familie langpootmuggen (Tipulidae). De soort komt voor in het Neotropisch gebied.